# Tążewy
Tążewy (dawn. Tążewo) – wieś w Polsce położona w województwie łódzkim, w powiecie pabianickim, w gminie Dłutów.
| SIMC    | Nazwa          | Rodzaj    |
| ------- | -------------- | --------- |
| 0537970 | Budy Tążewskie | część wsi |
| 0537987 | Władysławów    | część wsi |

Przez wieś przebiega droga asfaltowa, powiatowa nr 03313E.
W latach 1975–1998 miejscowość administracyjnie należała do województwa piotrkowskiego.